# مقصر (فیلم ۱۹۹۲)
مقصر یا جنایتکار (به هندی: Apradhi) فیلمی هندی محصول سال ۱۹۹۲ و به کارگردانی کی. راوی شانکار است. در این فیلم بازیگرانی همچون آنیل کاپور، ویجایاشانتی، چانکی پاندی، شلیپا شیرودکار، راضا مراد، انوپم کهیر، سورش اوبروی، عارون باکشی، ای. کی. هانگال و ارومیلا بات ایفای نقش کرده‌اند.